# Херман II фон Цили
Херман II фон Цили (на словенски: Herman II. Celjski; на немски: Hermann II von Cilli, Ortenburg und Seger, * 1365; † 13 октомври 1435 в Пребург) е граф на Цили (1385), Ортенбург и Зегер (Загорие об Сави) и наследствен бан на Славония (1423 – 1435).

## Произход
Херман II е по-малкият син на Херман I († 1385) и на Катарина Котроманич (* 1336 † 1396). Дом Цили са васали на хабсбургските херцози на Щирия и Каринтия с имоти по протежение на река Савиня в днешна Словения, както и в голяма част от Крайна и в части от Каринтия. Майката на Херман е член на Дом Котроманич като дъщеря на крал Стефан II Котроманич от Босна и по този начин той е братовчед на първия крал на Босна Твъртко I. По-големият му брат Ханс (* ок. 1363 † 1372) умира преди баща им и Херман е единственият наследник на баща им след смъртта му на 21 март 1385 г. След смъртта на неговия безбрачен братовчед Уилям на 19 септември 1392 г. той е единствен притежател на семейните титли и имения.

## Биография
През 1377 г. Херман II се жени за Ана, дъщеря на граф Хенри от Шаунберг и Урсула от Гориция, Те имат шест деца: Фредерик, Херман, Елизабета, Анна, Лудвиг и Барбара.
Неговият извънбрачен син Херман е легитимиран и поставен като епископ на Фрайзинг. За законните си деца той урежда престижни бракове, но среща сериозни проблеми с първородния си син Фридрих, който е женен за Елизабет Крък, докато не е убита през 1422 г. Самият Фредерик вероятно е виновникът, като бързо се жени за Вероника от Десенице, но Херман отказва да приеме благородничка с обикновен произход за своя снаха. Той я обвинява в магьосничество и я осъжда на удавяне. 
Около 1432 г. внукът му Улрих II се жени за Катарина, дъщеря на сръбския деспот Георги Бранкович.

### Възход на Цили
През 1396 г. Херман смело се бие на страната на унгарския крал Сигизмунд срещу османските турци в битката при Никопол. Християнската коалиция е победена. Херман обаче спасява живота на Сигизмунд. Двамата бягат от бойното поле на една и съща рибарска лодка и стигат до венециански кораб. Заедно преминават дългото пътуване обратно до Унгария. Сигизмунд награждава Херман, като му отрежда окръг Вараждин през 1397 г., последван през 1399 г. от различни други области в Загорие по границата на Кралство Хърватия и Свещената Римска империя. Тези дарения са наследствени и правят графовете Цили най-големите земевладелци в Славония; от този момент нататък те се оформят като „графове на Цили и Загорие“. 
Лоялността на Херман се запазва и по време на гражданската война в Унгария, когато хърватското и унгарското царства на Сигизмунд се претендират от Неаполския крал Ладислав с подкрепата на непокорните васали на Сигизмунд. Бунтовниците успяват да заловят и затворят Сигизмунд през 1401 г. Херман и палатинът на Унгария Никола II Горянски осигуряват освобождаването му по-късно същата година, след като Херман заплашва да нахлуе в Унгария. Взаимоотношенията между двамата мъже стават още по-близки. Сигизмунд обещава да отстрани чужденците като Херман от държавните служби, след като бъде освободен, но така и не изпълнява обещанието.
През 1405 г. Сигизмунд се жени за най-малката дъщеря на Херман Барбара и предоставя обширни земи в Славония на своя тъст. Ана, другата дъщеря на Херман, е омъжена за палатин Никола II Горянски, свързвайки така трите семейства.
През 1406 г. Сигизмунд назначавава Херман за бан на Далмация и Хърватия и бан на Славония. Той заема тези длъжности до 1408 г. и отново от 1423 до 1435 г.,като се възползва от всеотдайната подкрепа на Еберхард, роденият в Германия епископ на Загреб. Всичко това прави Дом Цили най-мощното семейство в Кралство Хърватия.Херман е един от членовете-основатели на елитния Орден на дракона на Сигизмунд, създаден през 1408 г. По-скоро поради икономия, отколкото заради религиозен фанатизъм, Херман изгонва всички евреи от своите владения.
Когато граф Фридрих III от Ортенбург, последният от неговата линия, умира през 1418 г., неговият феод е наследен от Херман. От този момент нататък той контролира три четвърти от Каринтия. Това го улеснява да постигне имперска непосредственост, отдавна поставена цел от семейството му. Бракът на сина му Херман III фон Цили с дъщерята на херцог Ернст от Бавария Беатрикс осигуряват на Херман мощен съюзник срещу неговите хабсбургски господари. Целта му е постигната най-накрая през 1423 г., когато херцог Ернст от Щирия и Каринтия се отказва от феодалното си надмощие над графовете на Цили. Това е награда от Сигизмунд, също крал на Германия от 1411 г. за успешните преговори на Херман с недоволните хърватски благородници. Той получава правото да сече монети, както и правото да събира пътни такси и приходи от различни мини. При тези преки правни отношения с Короната Херман е свободен да се концентрира върху нова цел: да стане принц на Свещената Римска империя. Той е близо до успеха в това начинание през 1430 г., но проектът за харта, която му дава тази чест, изглежда никога не е публикувана, вероятно поради възраженията на Хабсбургите.

## Брак и потомство
∞ 1377 за графиня Анна фон Шаунберг († 1390/пр. 1396), дъщеря на граф Хайнрих VII фон Шаунберг († 1390), чиито земи наследява земи. Има трима сина и три дъщери от нея:
- Фридрих II фон Цили (* 1379 † 1454), ∞ 1. за Елизабета Франкопан (* 1373 † 1422) 2. за Вероника Десениска († 1425), удавена от Херман II
- Херман III фон Цили (* 1380 † 1426); ∞ 1. 1403 за Елизабета фон Абенсберг; 2. 1424 за принцеса Беатрикс Баварска (* 1403 † 1447) от Бавария-Мюнхен;
- Елизабета (* 1382 † 1426), ∞ за граф Хайнрих фон Гьорц
- Анна (* ок. 1384 † ок. 1439), ∞ за палатин Никола II Горянски (* 1367 † 1433)
- Лудвиг (* 1387 † 1417), осиновен от своя бездетен чичо Фридрих Ортенбургски, без потомство;
- Барбара фон Цили (* 1390 † 1451), ∞ 1405 за краля на Унгария Сигизмунд Люксембургски (* 1368 † 1437)

От извънбрачна по-късно брачна връзка има един син:
- Херман († 1421), княжески епископ на Фрайзинг (1412 – 1421), княжески епископ на Тринт (1421)